# 异物志

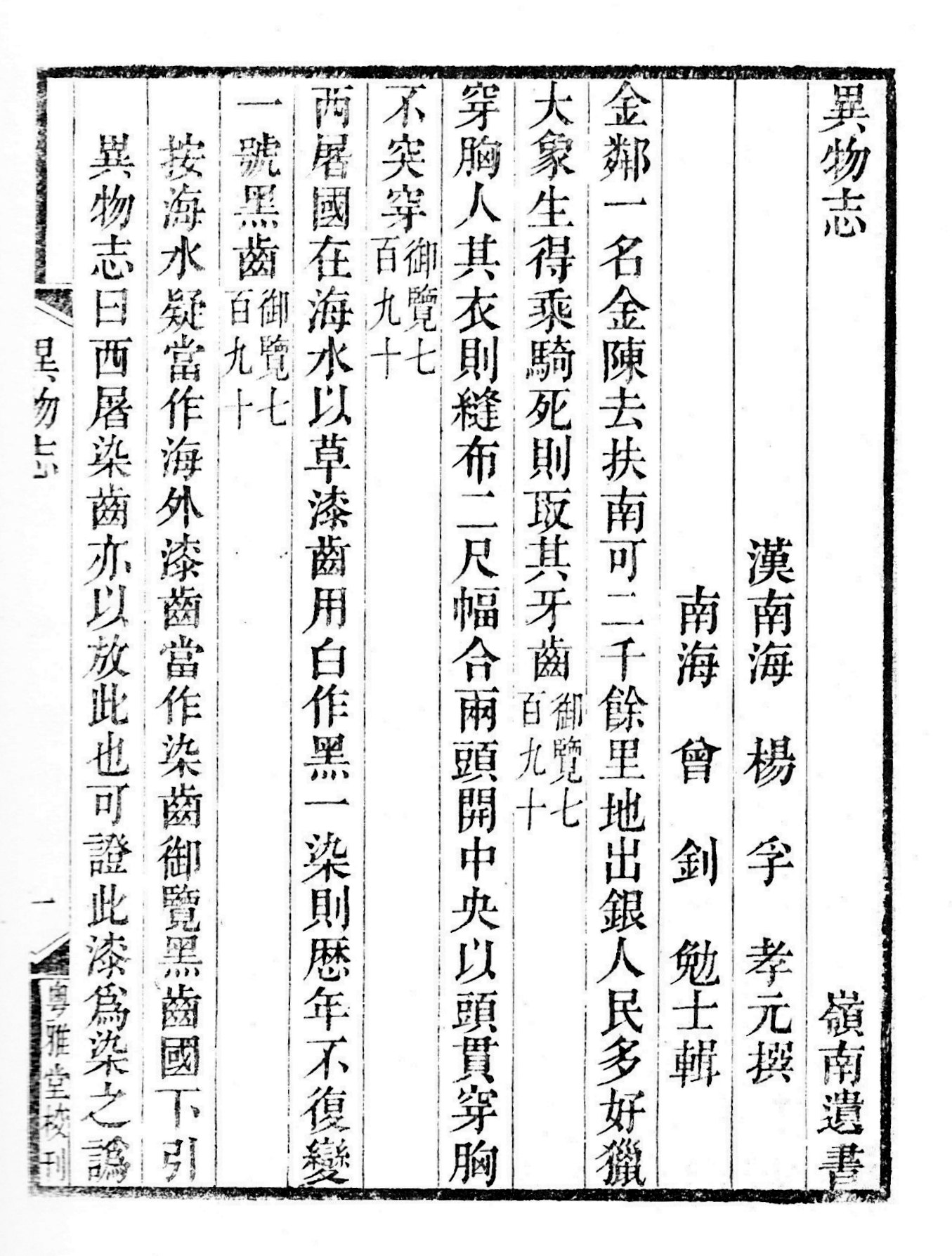
《异物志》书影

《异物志》，东汉议郎南海杨孚撰。内容包含人物，地志，禽兽，稻谷，水果，树木，草，竹，虫，鱼等。《异物志》是中国第一部记述岭南物产，土著民风，生产技术的书籍，它开创后了代各类型“异物志”的体例，对后世的影响深远。此后中国典籍中出现了大批“异物志”，如《临海水上异物志》、《南州异物志》、《凉州异物志》、《巴蜀异物志》、《扶南异物志》、《岭南异物志》、《南中八郡异物志》、《广州异物志》、《岭表录异》等等。为示区别，后人又称杨孚《异物志》为《交州异物志》、《南裔异物志》、《交趾异物志》等。

## 内容
- 人物地理：包括雕题国，狼国，西屠国，乌浒，穿胸人，黄头人，扶南国，金邻，斯调国等。
- 禽兽：包括合浦牛，猩猩，象，犀，猕猴，鼠母，长鸣鸡，孔雀，锦鸟，苦姑鸟等。
- 虫鱼：包括蚌，大贝，水蛇，玳瑁，鲸鱼，水母，高鱼，鹿鱼等。
- 果实：包括芭蕉，槟榔，椰树，橄榄，杨梅，甘蔗，甘薯等。
- 草木：包括榕树，木棉，桂，木蜜，豆蔻，藿香，文草，摩厨，益智，交趾草等。
- 玉石：石发，昆仑玉，云母，火齐等。

## 版本
《隋书》，《新唐书》都有《异物志》的记载，但从宋代，此书已失传。但零散被其他文献引用；这些引用过《异物志》的文献包括：《北堂书抄》，《太平御览》，《太平广记》，《艺文聚类》，《水经注》，《齐民要术》，《广韵》，《太平寰宇记》，《海录碎事》，《本草纲目》，《广群芳谱》，《广东新语》，《广东通志》等。
清道光元年（1821年）曾钊从各典籍中辑录出《杨议郎著书》一卷
清道光二十九年（1849年）曾钊又从各典籍中辑录出《异物志》一卷。
民国三十五-三十七年，商务印书馆出版《丛书集成初编》，收入曾钊辑录的《异物志》
1991年，广东省出版集团出版《岭南文库》，收入吴永章辑录的《异物志辑佚校注》硬面精装本。